# Tetranychus parakanzawai
Tetranychus parakanzawai är en spindeldjursart som beskrevs av Ehara 1999. Tetranychus parakanzawai ingår i släktet Tetranychus och familjen Tetranychidae. Inga underarter finns listade i Catalogue of Life.